# Atak w południowym Libanie (styczeń 2025)
Atak w południowym Libanie w styczniu 2025 – masakra dokonana przez Siły Obronne Izraela z 26 na 27 stycznia 2025 w okolicach miejscowości Kafar Kila w Libanie.

## Przebieg
Zdarzenie miało miejsce w kontekście izraelskiej inwazji na Liban prowadzonej od 1 października do 27 listopada 2024 oraz trwającego konfliktu z Hezbollahem. Zgodnie z porozumieniem rozejmowym zawartym w listopadzie, obie strony – IDF i Hezbollah – zobowiązały się do wycofania swoich sił z południowego Libanu do 26 stycznia 2025, czyli po upływie 60-dniowego okresu przewidzianego w umowie.
Jednak 24 stycznia izraelski rząd poinformował, że wojsko nie wycofa w pełni swoich sił przed ustalonym terminem, zarzucając stronie libańskiej niewywiązanie się z warunków porozumienia. W odpowiedzi armia libańska oskarżyła Izrael o celowe opóźnianie realizacji uzgodnień.
W godzinach porannych 26 stycznia 2025 nieuzbrojeni, przesiedleni cywile z południowego Libanu rozpoczęli powroty do swoich wiosek z północy kraju. Podczas ich przemieszczania się izraelscy żołnierze otworzyli ogień, w wyniku czego zginęło co najmniej 26 osób, a około 147 zostało rannych. W trakcie wymiany ognia poszkodowani zostali także członkowie libańskich sił zbrojnych – zginął jeden żołnierz, a kilku zostało rannych.
Dzień później izraelskie siły ponownie otworzyły ogień do cywilów, zabijając kolejne dwie osoby i raniąc 17 innych.